# Bois-Guilbert
Bois-Guilbert è un comune francese di 272 abitanti situato nel dipartimento della Senna Marittima nella regione della Normandia.

## Società

### Evoluzione demografica
Abitanti censiti